# 名誉毀損防止同盟
名誉毀損防止同盟（英語: Anti-Defamation League、略称: ADL）とは、アメリカ合衆国最大のユダヤ人団体。ブネイ・ブリスに起源を持ち、反ユダヤ主義と合法的に対決することを目的としている。同様の目的を掲げつつ、目的のためにはテロリズムなどの非合法手段をも辞さないとするカハネ主義の極右過激派団体ユダヤ防衛同盟（JDL）とは、この点で対立している。
ADL創立の直接の契機は、レオ・フランク事件だった。これは、ジョージア州のユダヤ系アメリカ人レオ・フランクが殺人の冤罪で逮捕され、暴徒にリンチを受けて殺された事件である。1913年10月、弁護士のシグマンド・リヴィングストンによって創立。ユダヤ人団体ではあるが、究極的な目的として、ユダヤ系以外を含む全ての市民の平等をも謳っている。
今日、ADLの年間予算は4000万ドルを超え、全米に29カ所の事務所と、他国に3カ所の事務所を持っている。全米本部はニューヨーク市にある。1987年以来、エイブラハム・フォックスマンが全国理事を務めている。全国議長はハワード・バーコヴィッツ。
2024年6月、約120人のウィキペディアンが参加した2か月に及ぶ議論の末、英語版ウィキペディアの管理者は、ガザ・イスラエル紛争で過度に親イスラエルの立場を取り、反戦や反シオニズムを反ユダヤ主義と位置付けているため、ADLを関連記事で信頼できる情報源として引用することはできないという結論に達した。
ただし、ガザ・イスラエル紛争や反シオニズムに関与していない限り、ヘイトロゴや反ユダヤ主義などのトピックに関する記事では信頼できる情報源として引用できる。ADLはこの決定について、「反ユダヤ主義と戦う努力を損なっている」と非難した。